# NCAA Division I 2013 (pallavolo maschile)
La NCAA Division I 2013 si è svolta dal 2 al 4 maggio 2013: al torneo hanno partecipato 4 squadre di pallavolo universitarie e la vittoria finale è andata per la quarta volta, la seconda consecutiva, alla UC Irvine.

## Squadre partecipanti
- 01)  Brigham Young
- 02)  UC Irvine
- 03)  Loyola Chicago
- 04)  Penn State

## Final Four
|  | Semifinali 2 maggio | Semifinali 2 maggio | Semifinali 2 maggio |           |   | Finale 4 maggio | Finale 4 maggio | Finale 4 maggio |  |
|  |                     |                     |                     |           |   |                 |                 |                 |  |
|  | 1                   | Brigham Young       | 3                   |           |   |                 |                 |                 |  |
|  | 1                   | Brigham Young       | 3                   |           |   |                 |                 |                 |  |
|  | 4                   | Penn State          | 0                   |           |   |                 |                 |                 |  |
|  | 4                   | Penn State          | 0                   |           | 1 | Brigham Young   | 0               |                 |  |
|  |                     |                     |                     |           | 1 | Brigham Young   | 0               |                 |  |
|  |                     |                     | 2                   | UC Irvine | 3 |                 |                 |                 |  |
|  | 2                   | UC Irvine           | 2                   | UC Irvine | 3 | 3               |                 |                 |  |
|  | 2                   | UC Irvine           |                     |           |   |                 |                 |                 |  |
|  | 3                   | Loyola Chicago      | 0                   |           |   |                 |                 |                 |  |

### Semifinali
| 2 maggio Pauley Pavilion, Los Angeles | Brigham Young | 3 - 0 | Penn State     | 25-21, 25-16, 25-22 |
| 2 maggio Pauley Pavilion, Los Angeles | UC Irvine     | 3 - 0 | Loyola Chicago | 26-24, 25-18, 29-27 |

### Finale
| 4 maggio Pauley Pavilion, Los Angeles | Brigham Young | 0 - 3 | UC Irvine | 23-25, 22-25, 24-26 |

## Premi individuali
Al termine della finale viene assegnato il premio di Most Outstanding Player al miglior giocatore della finale e vengono eletti i sei giocatori che fanno parte dell'All-Tournament Team.
| Premio                  | Giocatrice         | Squadra       |
| ----------------------- | ------------------ | ------------- |
| Most Outstanding Player | Connor Hughes      | UC Irvine     |
| All-Tournament Team     | Christopher Austin | UC Irvine     |
| All-Tournament Team     | Michael Brinkley   | UC Irvine     |
| All-Tournament Team     | Collin Mehring     | UC Irvine     |
| All-Tournament Team     | Kévin Tillie       | UC Irvine     |
| All-Tournament Team     | Benjamin Patch     | Brigham Young |
| All-Tournament Team     | Taylor Sander      | Brigham Young |